# Главай, Самуэль
Самуэль Главай (словац. Samuel Hlavaj; род. 29 мая 2001, Мартин, Жилинский край) — словацкий профессиональный хоккеист, вратарь клуба национальной хоккейной лиги «Миннесота Уайлд» (с 2024 года). Игрок сборной Словакии по хоккею с шайбой. Чемпион Словакии 2022 года.

## Клубная карьера
Самуэль Главай начал свою карьеру в ХК «Мартин», в своём родном городе. В 17-летнем возрасте он направился за океан в команду Линкольн Старз в Хоккейной лиге США. На драфте 2019 года был выбран в первом же раунде клубом «Финикс Шербрук». В этой команде словак провел следующие два сезона в Юношеской хоккейной лиге Квебека. В сезоне 2019/20 года он пропустил наименьшее количество шайб в лиге, за что был награжден трофеем Жака Планта.
После нескольких сезонов в юношеских лигах США Главай вернулся в Словакию. В 2021 году присоединился к «Словану» из Братиславы, в первом же сезоне стал чемпионом Словакии. Однако большую часть игрового времени он проводил во второй команде во втором дивизионе.
В 2023 году Главай переехал в Чехию, где подписал контракт на один год с ХК «Шкода» из Пльзени.
В апреле 2024 года словацкий вратарь подписал контракт с клубом Национальной хоккейной лиги «Миннесота Уайлд».

## Карьера в сборной
В декабре 2018 года был вызван в молодёжную сборную Словакии для участия в чемпионате мира, на котором словаки стали восьмыми. Также выступил на аналогичных чемпионатах мира в декабре-январе 2020 и 2021 годов.
В 2023 году был приглашён в первую национальную сборную Словакии для участия в чемпионате мира 2023 года.
В 2024 году вновь приглашён в состав первой национальной сборной для участия в чемпионате мира, который состоялся в Чехии.